# Tomasz Kapitaniak
Tomasz Kapitaniak (ur. 27 kwietnia 1959) – polski profesor nauk technicznych. Specjalizuje się w zagadnieniach z zakresu mechaniki (w tym mechaniki teoretycznej i stosowanej) oraz dynamiki maszyn. Członek korespondent Polskiej Akademii Nauk od 2013 roku, a od 2020 członek rzeczywisty. Zasiadał także w Komitecie Mechaniki tej instytucji. Pracownik Katedry Dynamiki Maszyn na Wydziale Mechanicznym Politechniki Łódzkiej. Były członek Narodowego Centrum Nauki. Stopień doktora nauk technicznych uzyskał w 1985 roku, tytuł profesora nadano mu dziesięć lat później. W l. 1997-1998 stypendysta Programu Fulbrighta na University of Maryland, College Park.

## Nagrody i wyróżnienia
Uhonorowany m.in.:
- Nagrodą Ministerstwa Nauki, Szkolnictwa Wyższego i Techniki (1989),
- Nagrodą Ministerstwa Edukacji Narodowej (1995),
- Nagrodą Ministerstwa Nauki i Szkolnictwa Wyższego (2006),
- Nagrodą księcia Khalida Ibn Fahada Ibn Khalida Al-Sauda, przyznaną mu przez Centrum Badań w Rijadzie za prace dotyczące kodowania przesyłanych informacji przy wykorzystaniu zjawiska chaosu (2003),
- Srebrnym[5] oraz Złotym[6] Krzyżem Zasługi,
- Krzyżem Kawalerskim Orderu Odrodzenia Polski (2011)[7],
- Tytułem doktora honoris causa Uniwersytetu w Saratowie (2001)